# 中国人民解放军军兵种列表
中国人民解放军现设有由中央军委领导指挥的陆军、海军、空军、火箭军四个军种，军事航天部队、网络空间部队、信息支援部队、联勤保障部队四个独立兵种。

## 军种
1. 中国人民解放军陆军
2. 中国人民解放军海军
3. 中国人民解放军空军
4. 中国人民解放军火箭军

## 兵种
| - 陆军步兵 - 轻型高机动步兵 - 机械化步兵 - 山地步兵 - 空中突击步兵 - 防暴步兵 - 陆军装甲兵 - 陆军炮兵 - 地面炮兵 - 火箭炮兵 - 反坦克炮兵 - 陆军防空兵 - 高射炮兵 - 地空导弹兵 - 陆军航空兵 - 场站部队 - 驱鸟分队 - 警卫分队 - 运输分队 - 维修分队 - 弹药分队 - 防空分队 - 军机部队 - 飞行员分队 - 保养分队 - 塔台指挥分队 - 陆军工程兵 - 舟桥分队 - 地爆分队 - 道路分队 - 筑城分队 - 陆军防化兵 - 洗消分队 - 喷火分队 - 烟雾分队 - 给水分队 - 核生化防护分队 - 陆军侦察兵 - 武装侦察分队 - 技术侦察分队 - 无人机分队 - 情报侦察分队 - 陆军通信兵 - 陆军电子对抗兵 - 陆军特种兵 - 陆军测绘兵 - 陆军船艇部队 | - 海军水面舰艇部队 - 驱逐舰 - 护卫舰 - 登陆舰 - 扫雷舰 - 猎潜艇 - 海军潜艇部队 - 常规动力潜艇 - 核潜艇 - 海军航空兵 - 场站部队（舰载机保障部队） - 驱鸟分队 - 警卫分队 - 运输分队 - 维修分队 - 弹药分队 - 防空分队 - 军机部队 - 飞行员分队 - 保养分队 - 塔台指挥分队 - 海军岸防兵 - 雷达兵 - 海岸炮兵 - 岸舰导弹兵 - 防空兵 - 海军陆战队 - 海军陆战队步兵 - 海军陆战队装甲兵 - 海军陆战队炮兵 - 海军陆战队航空兵 - 海军陆战队防空兵 - 海军陆战队工程兵 - 海军陆战队防化兵 - 海军陆战队通信兵 - 海军陆战队电子对抗兵 - 海军陆战队特种兵 - 海军电子对抗部队 |

| - 空军航空兵 - 场站部队 - 驱鸟分队 - 警卫分队 - 运输分队 - 维修分队 - 弹药分队 - 防空分队 - 军机（包括歼击机、轰炸机、运输机与特种机）部队 - 飞行员分队 - 保养分队 - 塔台指挥分队 - 空军防空部队 - 地空导弹兵 - 高射炮兵 - 空降兵 - 空降特种兵 - 空军通信兵 - 空军电子对抗兵 - 空军雷达兵 - 空军气象兵 | - 火箭军导弹兵 - 火箭军工程兵：第68基地（洛阳）、308工程指挥部（汉中） - 火箭军通信兵 - 火箭军特种兵 - 火箭军骑兵（巡防青藏高原军事禁区） - 军犬部队 |

### 中央军委直属
| - 北京航天飞行控制中心 - 中国西安卫星测控中心 - 中国卫星海上测控部 - 远望号 - 中国酒泉卫星发射中心 - 中国太原卫星发射中心 - 辖东方航天港 - 西昌卫星发射中心 - 辖中国文昌航天发射场 | 网络空间部队 | - 信息通信部队：中国人民解放军信息支援部队信息通信基地 - “舆论战、法律战、心理战”部队：中国人民解放军三一一基地 | - 仓储管理部队 - 军事仓库 - 卫勤部队 - 医院 - 运输投送部队 - 汽车兵 - 运输机部队 - 供应部队 - 农场 - 军事设施建设部队 |

## 已撤销军兵种
| 中国人民解放军陆军 - 骑兵 - 铁道兵 - 林业工程部队 - 水利工程部队 - 基本建设工程兵 - 基建工程兵交通部队 - 基建工程兵水电部队 - 基建工程兵黄金部队 中国人民解放军防空军（1955年至1957年存在，后并入空军） - 高射炮兵 - 雷达兵 - 探照兵 - 对空情报兵 | 中国人民解放军公安军（1955年至1957年存在，后改为武警部队） - 内卫部队 - 边防部队 中国人民解放军战略支援部队（2015年至2024年存在，后撤番，部队一分为三改由中央军委直属） - 网络空间部队 - 军事航天部队 |

## 附：武警警种
- 武警内卫部队
- 武警机动部队
- 武警海警部队

已撤销的警种部队
- 武警水电部队（1985年1月至2018年3月存在，后转制为中国安能建设集团）
- 武警交通部队（1985年1月至2018年3月存在，后并入武警机动部队）
- 武警黄金部队（1985年1月至2018年3月存在，后转业划入中国地质调查局和中国黄金集团）
- 武警森林部队（1988年1月至2018年3月存在，后转业划入国家综合性消防救援队伍）
- 武警边防部队（公安边防部队）（1982年6月至2018年3月存在，后转业划入国家移民管理局）
- 武警消防部队（公安消防部队）（1982年6月至2018年3月存在，后转业划入国家综合性消防救援队伍）
- 武警警卫部队（公安警卫部队）（1984年3月至2018年3月存在，后转业划入公安部特勤局）